# Cacoxenus
Cacoxenus är ett släkte av tvåvingar. Cacoxenus ingår i familjen daggflugor.

## Dottertaxa tillCacoxenus, i alfabetisk ordning[1][2]
- Cacoxenus academica
- Cacoxenus apidoxenus
- Cacoxenus argyreator
- Cacoxenus asiatica
- Cacoxenus australicus
- Cacoxenus campsiphallus
- Cacoxenus coccidoctonus
- Cacoxenus creberii
- Cacoxenus exiguus
- Cacoxenus frontalis
- Cacoxenus guttatus
- Cacoxenus indagator
- Cacoxenus inquilinus
- Cacoxenus kaszabi
- Cacoxenus leucophengoides
- Cacoxenus marinae
- Cacoxenus multidentatus
- Cacoxenus notius
- Cacoxenus odontophorus
- Cacoxenus olgae
- Cacoxenus oligodous
- Cacoxenus orientalis
- Cacoxenus oxyphallus
- Cacoxenus pachyphallus
- Cacoxenus paolii
- Cacoxenus parallelinervis
- Cacoxenus paulodentatus
- Cacoxenus perspicax
- Cacoxenus philippinensis
- Cacoxenus pictipennis
- Cacoxenus polyodous
- Cacoxenus rhopalophorus
- Cacoxenus ripersiae
- Cacoxenus romankovae
- Cacoxenus vanharteni
- Cacoxenus vlasovi